# Lytocarpia perarmata
Lytocarpia perarmata är en nässeldjursart som först beskrevs av Chantal Billard 1913.  Lytocarpia perarmata ingår i släktet Lytocarpia och familjen Aglaopheniidae. Inga underarter finns listade i Catalogue of Life.